# تینا کوتک
کریستین کوتک (زاده ۳۰ سپتامبر ۱۹۶۶) یک سیاستمدار آمریکایی است که از سال ۲۰۲۳ به عنوان سی و نهمین فرماندار اورگان خدمت می‌کند. کوتک، عضو حزب دموکرات، هشت دوره به عنوان نماینده ایالتی از ناحیه ۴۴ مجلس نمایندگان اورگان از سال ۲۰۰۷ تا ۲۰۲۲، به عنوان رهبر اکثریت مجلس نمایندگان اورگان از سال ۲۰۱۱ تا ۲۰۱۳، و به عنوان رئیس اورگان در مجلس نمایندگان از ۲۰۱۳ تا ۲۰۲۲ خدمت کرد. او در انتخابات فرمانداری اورگان در سال ۲۰۲۲ با شکست کریستین درازان نامزد جمهوری‌خواه و بتسی جانسون نامزد مستقل پیروز شد.
کوتک در ۳۰ سپتامبر ۱۹۶۶ در یورک، پنسیلوانیا، در خانواده جری آلبرت کوتک و فلورانس (لقب ماتیچ) به دنیا آمد. پدرش اصالتاً چکی و والدین مادرش اسلوونیایی بودند. پدربزرگش فرانتیشک کوتک نانوایی از تینتس ناد لابم بود.